# 바르나 (힌두교)
바르나(산스크리트어: वर्ण)는 힌두교의 맥락에서 카스트 제도 내의 사회 계층을 나타낸다. 이 이념은 4개의 바르나를 설명하고 순위를 매기고 직업, 요구사항 및 의무 또는 다르마를 규정하는 마누스므리티와 같은 텍스트에서 전형적으로 나타난다.
- 브라만 : 베다 학자, 사제 또는 교사.
- 크샤트리야 : 통치자, 관리자 또는 전사.
- 바이샤 : 농업인, 농민 또는 상인.[8]
- 수드라 : 장인, 노동자 또는 하인.

네 바르나 또는 계급 중 하나에 속하는 커뮤니티를 사바르나 힌두교도라고 하며, 어떤 바르나에도 속하지 않는 달리트와 부족을 아바르나라고 한다.
이 4분할은 사회 계층화의 한 형태로, 유럽의 카스트(caste)라는 용어에 해당하는 좀 더 미묘한 시스템인 자티와는 상당히 다르다.
바르나 체계는 힌두교 문헌에서 논의되며 이상화된 인간의 소명으로 이해된다. 이 개념은 일반적으로 리그베다의 푸루샤 숙탐 구절에서 유래한다.
마누스르미티의 바르나 체계에 대한 주석은 자주 인용된다. 이러한 문헌 분류와는 반대로, 많은 힌두교 문헌과 교리들은 사회 분류의 바르나 체계에 의문을 제기하고 동의하지 않는다.

## 같이 보기
- 달리트
- 사농공상
- 힌두법
- 삼기능 가설
- 중세 사회 계급

## 서지
- Bayly, Susan (2001), 《Caste, Society and Politics in India from the Eighteenth Century to the Modern Age》, Cambridge University Press, ISBN 978-0-521-26434-1
- Jaini, Padmanabh (1998). 《The Jaina Path of Purification》. Motilal Banarsidass. ISBN 978-81-208-1578-0.
- Ghurye, Govind Sadashiv (1969) [1932]. 《Caste and Race in India》 Fif판. Popular Prakashan. ISBN 9788171542055. OCLC 1066815345.
- Hiltebeitel, Alf (2011). 《Dharma: Its early history in law, religion, and narrative》. Oxford University Press. ISBN 978-0-19-539423-8.
- Olivelle, Patrick (1998). “Caste and Purity: A Study in the Language of the Dharma Literature”. 《Contributions to Indian Sociology》 32: 199–203. doi:10.1177/006996679803200203.
- Olivelle, Patrick (2008). 〈Caste and Purity〉. 《Collected essays》. Firenze, Italy: Firenze University Press. ISBN 978-88-8453-729-4.
- Sharma, Ram Sharan (1990). 《Śūdras in Ancient India: A Social History of the Lower Order Down to Circa A.D. 600》. Motilal Banarsidass Publishers. 10쪽. ISBN 9788120807068.

## 추가 자료
- Ambedkar, B.R. (1946). 《Who were the Shudras?》.
- Danielou, Alain (1976). 《Les Quatre Sens de la Vie》.
- Sri Aurobindo (1970). 《The Human Cycle, The Ideal of Human Unity, War and Self-Determination》. Sri Aurobindo Ashram Trust. ISBN 81-7058-014-5.
- Kane, Pandurang Vaman (1975). 《History of Dharmasastra: (ancient and medieval, religious and civil law)》. Bhandarkar Oriental Research Institute, 1962–1975.
- Sarkar, Prabhat Raijan (1967). 《Human Society-2》. Ananda Marga Publications, Anandanagar, West Bengal, India.
- Ghanshyam, Shah (2004). 《Caste and Democratic Politics in India》.
- Welzer, Albrecht (1994).  Dwivedi, R.C., 편집. 《Credo, Quia Occidentale: A Note on Sanskrit varna and its Misinterpretation in Literature on Mamamsa and Vyakarana". In: Studies in Mamamsa: Dr Mandan Mishra Felicitation Volume》. Delhi: Motilal Banarasidass.
- Lal, Vinay (2005). 《Introducing Hinduism》. New York: Totem Books. 132–33쪽. ISBN 978-1-84046-626-3.